# 19 maart
19 maart is de 78ste dag van het jaar (79ste dag in een schrikkeljaar) in de gregoriaanse kalender. Hierna volgen nog 287 dagen tot het einde van het jaar.

## Gebeurtenissen
- Algemeen
  - 1784 - De Waal breekt op twee plaatsen door de dijk bij Haalderen. Het dorp wordt bijna geheel verwoest. Circa vijftien mensen verdrinken.
  - 1932 - Opening van de Sydney Harbour Bridge.
  - 1996 - Kettingbotsing op de A19 in Wervik.
  - 2016 - Bij een zelfmoordaanslag in het centrum van Istanboel vallen vijf doden en meer dan dertig gewonden, waaronder twaalf toeristen.[1] (Lees verder)
  - 2024 - Door hevige regenval in de regio Koerdistan in Irak ontstaan zware overstromingen in het gouvernement Duhok waarbij zeker twee doden en tien gewonden vallen, ook veroorzaakt het water schade aan tientallen huizen.[2]
- Economie
  - 2023 - De Zwitserse bank Credit Suisse, die in nood verkeert, wordt overgenomen door concurrent UBS.[3]
- Oorlog
  - 1279 - Slag bij Yamen: ondergang van de zuidelijke Song-dynastie. De Yuan-dynastie neemt de macht in China over.
  - 1944 - Nadat Hongarije in het geheim besprekingen heeft aangeknoopt met de Geallieerden wordt het land bezet door Duitsland.
  - 1945 - Tweede Wereldoorlog: voor de kust van Japan wordt het Amerikaanse vliegdekschip USS Franklin geraakt door een bom. Achthonderd man personeel komt om, en het schip is zwaar beschadigd.
  - 1945 - Tweede Wereldoorlog: Adolf Hitler vaardigt zijn "Nero-bevel" uit waarin staat dat alle industrieën, militaire installaties, winkels, transportfaciliteiten en communicatielijnen in Duitsland moeten worden vernietigd.
  - 1945 - Tweede Wereldoorlog: bombardement van Doetinchem door de geallieerden.
  - 1972 - President Jafaar Numeiri van Soedan kondigt een amnestie af voor alle wegens de rebellie in Zuid-Soedan veroordeelde strijders.
  - 1982 - Falklandoorlog: Argentijnen komen aan op Zuid-Georgia, een voorbode voor de oorlog.
  - 2002 - De Amerikaanse militaire Operatie Anaconda eindigt in Afghanistan (begon op 2 maart), na circa vijfhonderd Taliban en al Qaida vechters te hebben gedood. Er waren elf gesneuvelden in de geallieerde troepen.
  - 2003 - Begin van de Irakoorlog (vanwege het tijdsverschil kan gesteld worden dat de oorlog begon op 20 maart om 01.00 UTC).
- Politiek
  - 1823 - Agustín de Iturbide treedt af, Mexico wordt een republiek.
  - 1946 - Frans-Guyana, Guadeloupe, Martinique en Réunion worden departementen van Frankrijk.
  - 1972 - India en Bangladesh tekenen een vriendschapsovereenkomst.
  - 1990 - Twee onafhankelijke kandidaten voor de Peruviaanse algemene verkiezingen komen om het leven bij een aanslag van de maoïstische guerrillabeweging Lichtend Pad, net als drie studenten.
  - 1995 - De grootste Finse oppositiepartij, de Sociaaldemocratische Partij, wint de verkiezingen met 63 van de 200 zetels in het parlement.
  - 2012 - President Hugo Chávez van Venezuela zegt dat een moordcomplot is ontdekt tegen Henrique Capriles, Chavez' rivaal bij de presidentsverkiezingen in oktober.
  - 2020 - Bruno Bruins treedt af op advies van zijn huisarts, de oververmoeidheid speelt hem parten in de strijd tegen het coronavirus.

- Religie
  - 1729 - Heiligverklaring van Johannes Nepomuk, Boheems priester en martelaar.
  - 1864 - Oprichting van de Congregatie van de Zonen van de Heilige Familie door de Spaanse priester José Manyanet y Vives.
  - 1925 - Bisschopswijding van Angelo Roncalli, apostolisch visitator in Bulgarije, in Rome door kardinaal Giovanni Tacci Porcelli.
  - 1932 - Bisschopswijding van Guillaume Lemmens, bisschop-coadjutor van Roermond in Nederland, door aartsbisschop Joannes Jansen van Utrecht.
  - 1934 - Bisschopswijding van de Nederlander Willem Cobben, apostolisch vicaris van Finland.
  - 1950 - Zaligverklaring van Paola Elisabetta Cerioli (1816-1865), Italiaans stichteres van de Zusters van de Heilige Familie, in Rome door Paus Pius XII.
  - 1962 - Paus Johannes XXIII creëert tien nieuwe kardinalen, onder wie de Italiaanse nuntius in België Efrem Forni en de Belgische aartsbisschop van Mechelen-Brussel Leo Suenens.
  - 1998 - Bisschopswijding van Stanisław Dziwisz, privésecretaris van de paus, James Harvey, prefect van de pauselijke huishouding, en Piero Marini, ceremoniemeester van de paus, door Paus Johannes Paulus II.
  - 2013 - Inauguratie van paus Franciscus. Hij krijgt het pallium omgelegd en de vissersring aangereikt.
- Sport
  - 1942 - Oprichting van de Boliviaanse voetbalclub Club San José.
  - 1956 - Bep van Klaveren bokst op 48-jarige leeftijd zijn laatste wedstrijd, die The Dutch Windmill wegens een oogblessure voortijdig moet afbreken.
  - 2005 - Voor eigen publiek in Cardiff winnen de rugbyers van Wales het prestigieuze Zeslandentoernooi door Ierland in de afsluitende wedstrijd met 32-20 te verslaan.
  - 2005 - Wielrenster Trixi Worrack wint de zevende en laatste editie van de Italiaanse eendagswedstrijd Primavera Rosa.
  - 2015 - Het uitvoerend comité van de wereldbond FIFA wijst het WK voetbal voor vrouwen 2019 toe aan Frankrijk.
  - 2022 - Het kickboksgala Glory 80 in Hasselt wordt door rellen in het publiek gestaakt tijdens het gevecht Badr Hari tegen de Pool Arkadiusz Wrzosek.[4]
  - 2023 - In het Noorse Vikersund vindt de allereerste skivliegwedstrijd voor vrouwen plaats. De overwinning gaat met 226 meter naar de Sloveense Ema Klinec en de Canadese Alexandria Loutitt wordt tweede met 1 meter minder.[5]
- Wetenschap en technologie
  - 1687 - Ontdekkingsreiziger René Robert Cavelier de La Salle wordt vermoord door zijn mannen tijdens de zoektocht naar de monding van de Mississippi.
  - 1918 - Het Amerikaanse Congres stelt de tijdzones vast, en keurt de zomertijd goed.
  - 1958 - Het eerste Planetarium in Londen opent zijn deuren.
  - 1964 - De lancering van de satelliet Beacon Explorer-A, die onderzoek aan de ionosfeer had moeten doen, mislukt door een probleem met de derde trap van de Delta draagraket. De satelliet bereikt niet de beoogde omloopbaan en gaat verloren in de atmosfeer.[6]
  - 2022 - Lancering van een Falcon 9 raket van SpaceX vanaf Cape Canaveral Space Force Station Lanceercomplex 40 (SLC-40) voor de Starlink Group 4-12 missie met 53 Starlink satellieten. Het is de eerste keer dat een eerste trap voor de twaalfde keer vliegt.[7]
  - 2024 - Lancering van een Falcon 9 raket van SpaceX vanaf Vandenberg Space Force Base SLC-4E voor de Starlink Group 7-16 missie met 22 Starlink satellieten.[8]
  - 2024 - De Wereld Meteorologische Organisatie (WMO) publiceert in het rapport State of the Global Climate dat verschillende indicatoren voor klimaatverandering in 2023 recordniveaus hebben bereikt. Onder meer de gemiddelde luchttemperatuur, de temperatuur van de oceanen, de zeespiegelstijging en de snelheid van het smelten van poolijs en van gletsjers waren hoger dan ooit is gemeten.[9][10]

## Geboren

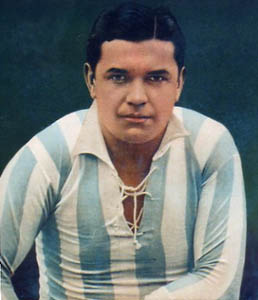
Manuel Seoane
geboren in 1902

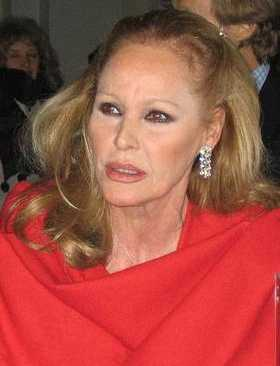
Ursula Andress
geboren in 1936

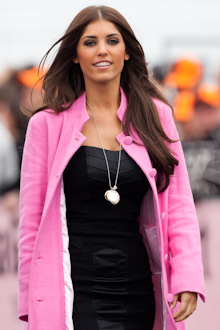
Yolanthe Cabau
geboren in 1985

- 1488 - Johannes Magnus, Zweeds aartsbisschop en humanist (overleden 1544)
- 1684 - Jean Astruc, Frans natuurkundige (overleden 1766)
- 1721 - Tobias Smollett, Schots romanschrijver (overleden 1771)
- 1731 - Gabriela Silang, Filipijns rebellenleidster (overleden 1763)
- 1777 - Anton Reinhard Falck, Nederlands politicus (overleden 1843)
- 1797 - Johannes Bosscha sr., Nederlands staatsman (overleden 1874)
- 1813 - David Livingstone, Schots missionaris en ontdekkingsreiziger (overleden 1873)
- 1824 - William Allingham, Iers-Engels dichter (overleden 1889)
- 1834 - Rosalie Loveling, Belgisch schrijfster (overleden 1875)
- 1844 - Minna Canth, Fins schrijfster (overleden 1897)
- 1848 - Wyatt Earp, Amerikaans politieman en revolverheld (overleden 1929)
- 1849 - Alfred von Tirpitz, Duits Grootadmiraal (overleden 1930)
- 1851 - Pierre Ruffey, Frans militair (overleden 1928)
- 1860 - William Jennings Bryan, Amerikaans advocaat en Democratisch politicus (overleden 1925)
- 1862 - Jef Denyn, Belgisch ontwerper van de moderne beiaard (overleden 1941)
- 1873 - Max Reger, Duits componist (overleden 1916)
- 1878 - Ferdinand Davaux, Belgisch cabaretier (overleden 1918)
- 1883 - Walter Haworth, Brits scheikundige en Nobelprijswinnaar (overleden 1950)
- 1888 - Josef Albers, Duits kunstenaar (overleden 1976)
- 1888 - Léon Scieur, Belgisch wielrenner (overleden 1969)
- 1889 - Jose Hontiveros, Filipijns politicus en rechter (overleden 1954)
- 1891 - Earl Warren, Amerikaans rechter (overleden 1974)
- 1897 - Éliane Le Breton, Frans arts en hoogleraar (overleden 1977)
- 1900 - Frédéric Joliot-Curie, Frans natuurkundige en Nobelprijswinnaar (overleden 1958)
- 1902 - Manuel Seoane, Argentijns voetballer (overleden 1975)
- 1905 - Albert Speer, Duits nazikopstuk (overleden 1981)
- 1906 - Adolf Eichmann, Duits nazikopstuk (overleden 1962)
- 1909 - Elżbieta Zawacka, Pools vrijheidsstrijder (overleden 2009)
- 1912 - Adolf Galland, Duits gevechtspiloot en generaal (overleden 1996)
- 1915 - Patricia Morison, Amerikaans actrice (overleden 2018)
- 1917 - Jan van Kilsdonk SJ, Nederlands priester (overleden 2008)
- 1917 - Theo van der Nahmer, Nederlands beeldhouwer en tekenaar (overleden 1989)
- 1920 - Laurent Noël, Canadees rooms-katholiek bisschop (overleden 2022)
- 1920 - Siebe van der Zee, Nederlands verslaggever, presentator en omroepdirecteur (overleden 1985)
- 1921 - Tommy Cooper, Brits komiek (overleden 1984)
- 1922 - Hiroo Onoda, Japans militair (overleden 2014)
- 1923 - Oskar Fischer, Duits politicus (overleden 2020)
- 1923 - Henry Morgentaler, Joods-Canadees abortusdokter en -activist (overleden 2013)
- 1923 - Giuseppe Rotunno, Italiaans cameraman (overleden 2021)
- 1924 - Leen Valkenier, Nederlands scenarioschrijver van De Fabeltjeskrant (overleden 1996)
- 1925 - Brent Scowcroft, Amerikaans militair en regeringsadviseur (overleden 2020)
- 1925 - André Volten, Nederlands beeldhouwer (overleden 2002)
- 1926 - Jef Boudens, Belgisch graficus, tekenaar en kalligraaf (overleden 1990)
- 1926 - Ray Verhaeghe, Belgisch acteur
- 1928 - Hans Küng, Zwitsers r.k. theoloog (overleden 2021)
- 1928 - Patrick McGoohan, Amerikaans acteur (overleden 2009)
- 1928 - Clarence Paul, Amerikaans songwriter en muziekproducent (overleden 1995)
- 1931 - Gail Kobe, Amerikaans actrice (overleden 2013)
- 1933 - Philip Roth, Amerikaans schrijver (overleden 2018)
- 1933 - Renée Taylor, Amerikaans actrice/scenariste
- 1936 - Ursula Andress, Zwitsers actrice
- 1936 - Domenico Lenarduzzi, Italiaans EU-ambtenaar (overleden 2019)
- 1937 - Clarence 'Frogman' Henry, Amerikaans zanger (overleden 2024)
- 1937 - Egon Krenz, Oost-Duits politicus
- 1939 - Hermann Becht, Duits operazanger (overleden 2009)
- 1940 - John van de Rest, Nederlands producent, regisseur en scenarioschrijver (overleden 2022)
- 1941 - Florence Delay, Frans actrice, schrijfster en scenarioschrijfster (overleden 2025)
- 1942 - Peter van Bueren, Nederlands filmjournalist (overleden 2020)
- 1942 - Rinus Israël, Nederlands voetballer en voetbaltrainer (overleden 2025)
- 1943 - Mario J. Molina, Mexicaans-Amerikaans scheikundige en Nobelprijswinnaar (overleden 2020)
- 1943 - Mario Monti, Italiaans politicus en econoom
- 1943 - Vern Schuppan, Australisch autocoureur
- 1944 - Eddy Beugels, Nederlands wielrenner (overleden 2018)
- 1944 - Sirhan Sirhan, Amerikaans moordenaar van Robert F. Kennedy
- 1946 - Paul Atkinson, Brits muziekproducent en gitarist van The Zombies (overleden 2004)
- 1946 - Guillaume Bijl, Belgisch beeldhouwer en installatiekunstenaar (overleden 2025)
- 1947 - Glenn Close, Amerikaans actrice
- 1948 - Martine Bijl, Nederlands zangeres en actrice (overleden 2019)
- 1948 - Henning Gravrok, Noors musicus
- 1949 - Hans Jorritsma, Nederlands hockeyer en teammanager
- 1950 - Jose Palma, Filipijns aartsbisschop
- 1951 - Piet Huijg, Nederlands voetballer (overleden 2019)
- 1952 - Claudio Bortolotto, Italiaans wielrenner
- 1952 - Ole Rasmussen, Deens voetballer
- 1952 - Joseph John Urusemal, president van de Federale Staten van Micronesia
- 1952 - Harvey Weinstein, Amerikaans (film)producent
- 1953 - Ruud Monster, Nederlands cineast (overleden 2023)
- 1955 - Pino Daniele, Italiaans componist en zanger (overleden 2015)
- 1955 - Bruce Willis, Amerikaans acteur
- 1956 - Karel Deruwe, Belgisch acteur
- 1956 - Jegor Gajdar, Russisch econoom en politicus
- 1958 - Duco Sickinghe, Nederlands bestuurder en ondernemer
- 1959 - Terry Hall, Brits zanger (overleden 2022)
- 1960 - Lizan Freijsen, Nederlands beeldend kunstenares (overleden 2024)
- 1961 - Rune Bratseth, Noors voetballer
- 1961 - Jos Lansink, Nederlands-Belgisch springruiter
- 1962 - Ivan Jaremtsjoek, Sovjet-Oekraïens voetballer
- 1962 - Hans Smit, Nederlands televisienieuwslezer
- 1966 - Philippe Remarque, Nederlands journalist
- 1966 - Ronald Stolk, Nederlands zwemtrainer
- 1967 - Dion Graus, Nederlands politicus en programmamaker
- 1967 - Wim Willaert, Belgisch acteur
- 1968 - Rozemarijn Janssen, Nederlands bergbeklimster
- 1969 - Warren Barton, Engels voetballer
- 1969 - Tom McRae, Engels singer-songwriter
- 1969 - Arjan Vermeulen, Nederlands voetballer
- 1970 - Jozef Majoroš, Slowaaks voetballer
- 1970 - Aart Vierhouten, Nederlands wielrenner
- 1971 - José Cardozo, Paraguayaans voetballer en voetbalcoach
- 1971 - Grzegorz Mielcarski, Pools voetballer
- 1971 - Zé Marco, Braziliaans beachvolleyballer
- 1973 - Magnus Hedman, Zweeds voetbaldoelman
- 1973 - Bas Hoeflaak, Nederlands acteur en cabaretier
- 1973 - Simmone Jade Mackinnon, Australisch actrice
- 1973 - Sergej Makarov, Russisch atleet
- 1973 - Deborah Ostrega, Belgisch presentatrice, zangeres en actrice
- 1974 - Hanka Kupfernagel, Duits wielrenster
- 1974 - Karen Soeters, Nederlands dierenbeschermer en bestuurder (PvdD)
- 1974 - Esther Süss, Zwitsers mountainbikester
- 1975 - Le Jingyi, Chinees zwemster en olympisch kampioene (1996)
- 1975 - Juha Reini, Fins voetballer
- 1975 - Ilse Van Hoecke, Belgisch presentatrice
- 1976 - James Davis, Amerikaans atleet
- 1976 - Alessandro Nesta, Italiaans voetballer
- 1976 - Heleen Weening, Nederlands politica en bestuurster
- 1977 - Pieter Bamps, Belgisch acteur
- 1978 - Cydonie Mothersille, atlete van de Kaaimaneilanden
- 1979 - Ivan Ljubičić, Kroatisch tennisser
- 1979 - Stan Van Samang, Belgisch zanger en acteur
- 1980 - Johan Olsson, Zweeds langlaufer
- 1981 - Dickson Choto, Zimbabwaans voetballer
- 1981 - Kolo Touré, Ivoriaans voetballer
- 1982 - Frank Diefenbacher, Duits autocoureur
- 1982 - Arno Krabman, Nederlands muziekproducent
- 1982 - José Valencia, Ecuadoraans voetballer
- 1983 - Vanja Džaferović, Kroatisch voetballer
- 1983 - Nicole Fessel, Duits langlaufster
- 1983 - Tomoyoshi Koyama, Japans motorcoureur
- 1985 - Marije Brummel, Nederlands voetbalster
- 1985 - Nick Hendrix, Brits acteur
- 1985 - Yolanthe Cabau, Nederlands actrice en presentatrice
- 1985 - Ernesto Viso, Venezolaans autocoureur
- 1985 - Mohamed Zemmamouche, Algerijns voetballer
- 1987 - Vittoria Bussi, Italiaans wielrenster
- 1987 - Roman Jerjomenko, Russisch-Fins voetballer
- 1987 - Magnus Krog, Noors Noordse combinatieskiër
- 1987 - Dmitri Malysjko, Russisch biatleet
- 1987 - Michal Švec, Tsjechisch voetballer
- 1988 - Morten Krogh, Deens voetbalscheidsrechter
- 1988 - Max Kruse, Duits voetballer
- 1988 - Muhamed Subašić, Bosnisch voetballer
- 1990 - Anthony Bentem, Nederlands voetballer
- 1990 - Christopher Maboulou, Frans voetballer (overleden 2021)
- 1990 - Jonathan Urretaviscaya, Uruguayaans-Spaans voetballer
- 1991 - Iris de Graaf, Nederlands (tv-)journaliste
- 1991 - Aleksandr Kokorin, Russisch voetballer
- 1992 - Hicham Faik, Nederlands-Marokkaans voetballer
- 1992 - Mike Marissen, Nederlands zwemmer
- 1993 - Hakim Ziyech, Marokkaans-Nederlands voetballer
- 1993 - Tessa Wullaert, Belgisch voetbalster
- 1994 - Marvin Kirchhöfer, Duits autocoureur
- 1995 - Héctor Bellerín, Spaans voetballer
- 1995 - Thomas Strakosha, Albanees-Grieks voetballer
- 1997 - Mohamed Betti, Nederlands-Marokkaans voetballer
- 1997 - Rūta Meilutytė, Litouws zwemster
- 1997 - Ricarda Walkling, Duits voetbalster
- 1998 - Aleksandr Maksimenko, Russisch voetballer
- 1998 - Ryan Norman, Amerikaans autocoureur
- 1998 - Shaquille Pinas, Surinaams-Nederlands voetballer
- 1998 - Brigitte Sleeking, Nederlands waterpolospeler
- 1999 - Jessica Schilder, Nederlands atlete
- 1999 - Laura de Zwart, Nederlands volleybalster
- 2000 - Alexandra Jóhannsdóttir, IJslands voetbalster
- 2001 - Jaimy Ravensbergen, Nederlands voetbalster
- 2002 - Farzad Mansouri, Afghaans taekwondoka
- 2002 - Josh Mason, Brits autocoureur
- 2002 - Maëva Squiban, Frans wielrenster
- 2008 - Máximo Quiles, Spaans motorcoureur

## Overleden

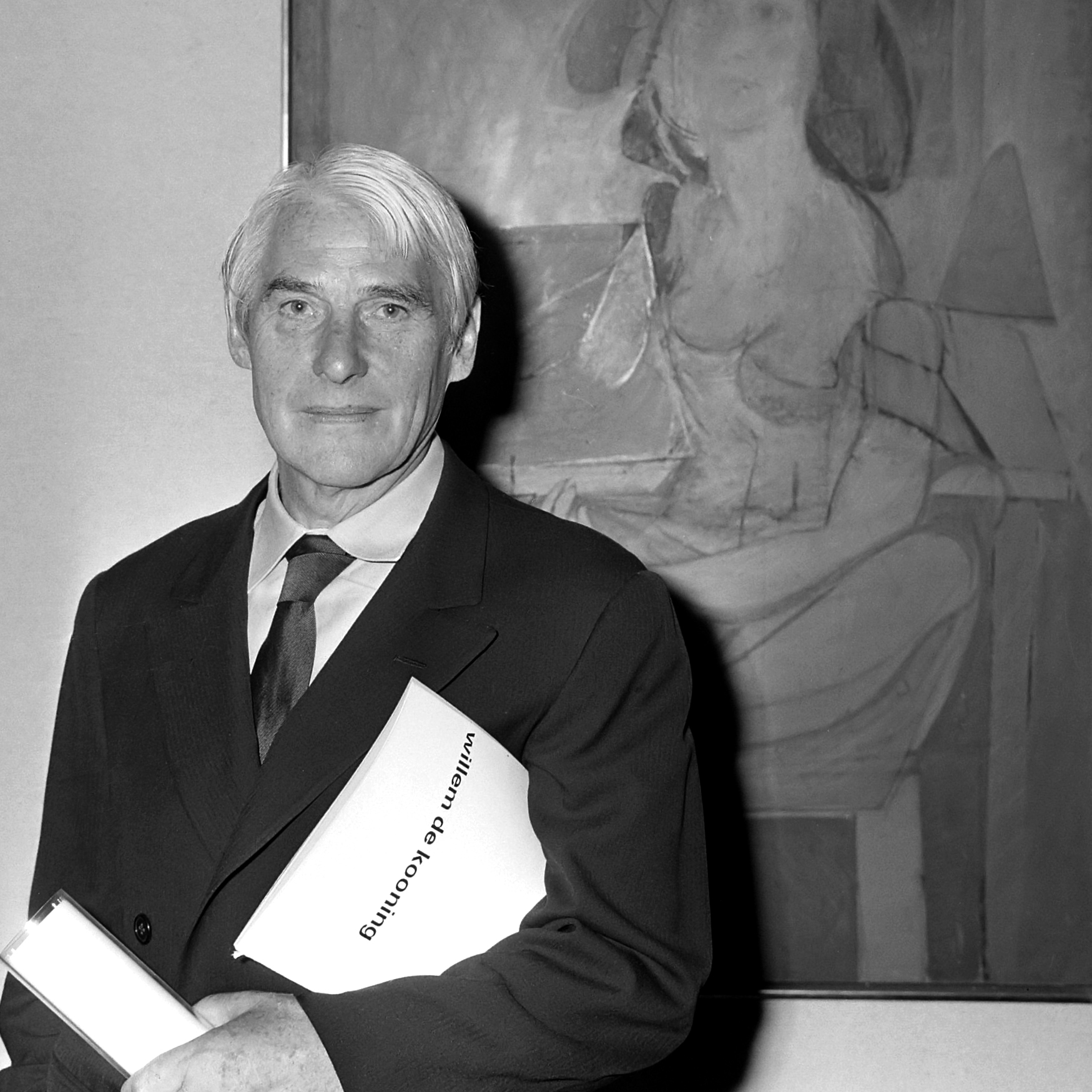
Willem de Kooning
overleden in 1997

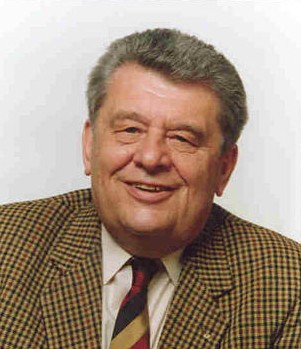
Ernest Mühlen
overleden in 2014

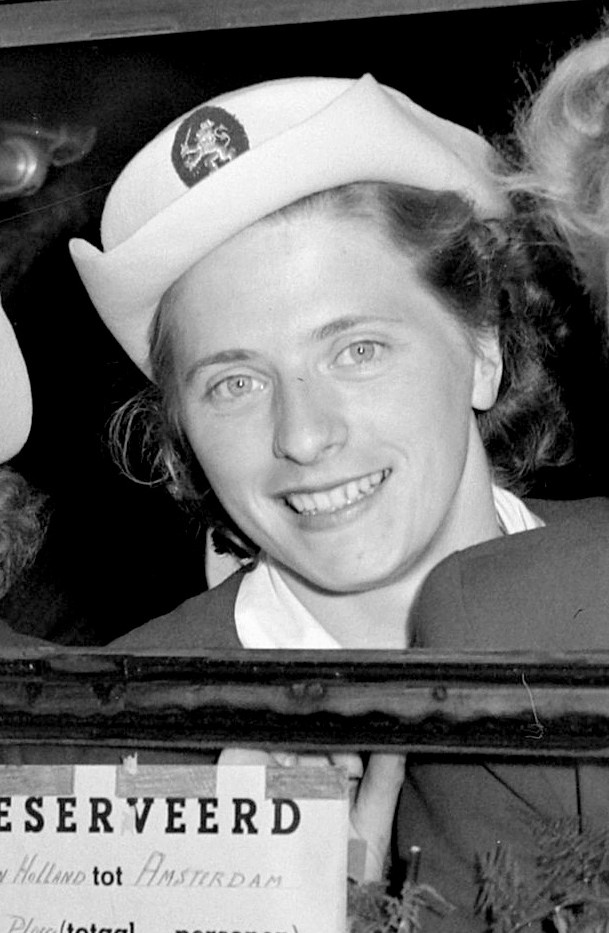
Gerda van der Kade-Koudijs
overleden in 2015

- 1286 - Koning Alexander III van Schotland (44)
- 1492 - Filips II van Nassau-Weilburg (74), graaf van Nassau-Weilburg
- 1683 - Thomas Killigrew (71), Engels toneelschrijver
- 1721 - Paus Clemens XI (71)
- 1859 - Jacob van Hall (59), Nederlands schrijver
- 1873 - Charles Hippolyte Vilain XIIII (76), Belgisch politicus
- 1906 - Kosta Chetagoerov (46), Ossetisch schrijver
- 1916 - Vasili Soerikov (68), Russisch kunstschilder
- 1919 - Gustave Strauven (40), Belgisch architect
- 1923 - Kuno Graf von Moltke,(76) Duits luitenant-generaal, vleugel-adjudant van keizer Wilhelm II van Duitsland, componist alsook stads-commandant van Berlijn.
- 1930 - Henry Lefroy (75), 11e premier van West-Australië
- 1945 - Anda Kerkhoven (26), Nederlands verzetsvrouw
- 1947 - Willem Pijper (52), Nederlands componist
- 1949 - James Somerville (66), Brits admiraal
- 1950 - Edgar Rice Burroughs (74), Amerikaans schrijver
- 1950 - Walter Haworth (66), Brits scheikundige en Nobelprijswinnaar
- 1967 - Frederick Morgan (73), Brits militair
- 1968 - Fedde Schurer (69), Fries dichter en politicus
- 1971 - Jan Greshoff (82), Nederlands journalist, dichter en schrijver
- 1971 - Jules Strens (77), Belgisch componist
- 1982 - Randy Rhoads (25), Amerikaans rock-gitarist
- 1985 - Louisa Ghijs (83), Belgisch actrice
- 1986 - Anne van Orléans (79), Frans prinses uit het Huis Bourbon-Orléans
- 1987 - Louis-Victor de Broglie (94), Frans natuurkundige en Nobelprijswinnaar
- 1989 - Piet Kruiver (51), Nederlands voetballer
- 1990 - Andrew Wood (24), Amerikaans zanger en muzikant
- 1995 - Trevor Blokdyk (59), Zuid-Afrikaans autocoureur
- 1995 - Gerard Tebroke (45), Nederlands atleet
- 1997 - Willem de Kooning (95), Nederlands kunstschilder
- 1998 - Klaus Havenstein (75), Duits acteur en cabaretier
- 2000 - Broes Hartman (73), Nederlands acteur
- 2000 - Giovanni Linscheer (27), Surinaams zwemmer
- 2001 - Herbie Jones (74), Amerikaans jazzmusicus
- 2003 - Meg de Jongh (78), Nederlands voetballer/-trainer, atleet en ijshockeyer
- 2004 - George Khouri (20), Israëlisch student
- 2005 - John DeLorean (80), Amerikaans ingenieur en autofabrikant
- 2005 - Hellema (84), Nederlands verzetsstrijder en schrijver
- 2005 - Wim van der Gijp (76), Nederlands voetballer
- 2007 - Luther Ingram (69), Amerikaans R&B/soulzanger en -songwriter
- 2007 - Sim Simons (67), Belgisch radiopresentator, radioprogrammamaker en jazzjournalist
- 2007 - Shimon Tzabar (81), Israëlisch-Brits militair, columnist, journalist, dichter, (kinderboeken)schrijver, publicist, kunstschilder en paddenstoelendeskundige
- 2008 - Arthur C. Clarke (90), Brits sciencefictionschrijver
- 2008 - Hugo Claus (78), Belgisch schrijver
- 2008 - Johannes van der Giessen (108), oudste man van Nederland
- 2008 - Paul Scofield (86), Brits acteur
- 2009 - Felipe Santiago Benítez Avalos (82), Paraguayaans aartsbisschop
- 2009 - Ion Dolănescu (65), Roemeens politicus en zanger
- 2010 - Carlo Chenis (55), Italiaans bisschop
- 2010 - Hans Duistermaat (67), Nederlands wiskundige
- 2010 - Jef Segers (79), Belgisch burgemeester
- 2010 - Elinor Smith (98), Amerikaans pilote en luchtvaartpionier
- 2010 - Raúl de la Torre (72), Argentijns regisseur
- 2012 - Abe Gerlsma (93), Nederlands kunstenaar
- 2012 - Ulu Grosbard (83), Amerikaans film- en theaterregisseur
- 2012 - Ger Lataster (92), Nederlands kunstenaar
- 2013 - Harry Reems (65), Amerikaans pornoacteur
- 2014 - Ernest Mühlen (87), Luxemburgs politicus
- 2014 - Fred Phelps (84), Amerikaans evangelist en activist
- 2014 - Robert Schwarz Strauss (95), Amerikaans advocaat en diplomaat
- 2015 - Gerda van der Kade-Koudijs (91), Nederlands atlete
- 2015 - Eino Uusitalo (90), Fins politicus
- 2016 - Jack Mansell (88), Brits voetballer en -trainer
- 2017 - Roger Pingeon (76), Frans wielrenner
- 2017 - Ian Stewart (87), Schots autocoureur
- 2018 - Jozef Ackerman (89), Belgisch politicus
- 2018 - Keith O'Brien (80), Brits kardinaal
- 2018 - Koos Verhoeff (91), Nederlands wiskundige, hoogleraar en kunstenaar
- 2018 - Rob van Zoest (65), Nederlands kunsthistoricus
- 2020 - Rik Kuethe (78), Nederlands journalist en schrijver
- 2020 - Peter Whittingham (35), Engels voetballer
- 2021 - Barry Orton (62), Amerikaans professioneel worstelaar
- 2023 - Jean-Jacques Favier (73), Frans ruimtevaarder
- 2023 - John Lamers (80), Nederlands zanger
- 2023 - Petar Nadoveza (80), Kroatisch voetballer
- 2023 - Renate Wouden (73), Surinaams vakbondsleider en vrouwenrechtenstrijder
- 2024 - Joachim Franke (83), Duits ijshockeyer en ijshockey- en schaatstrainer
- 2024 - Paul de Ley (80), Nederlands architect
- 2024 - Ersen Martin (44), Duits-Turks voetballer
- 2024 - M. Emmet Walsh (88), Amerikaans acteur

## Viering/herdenking

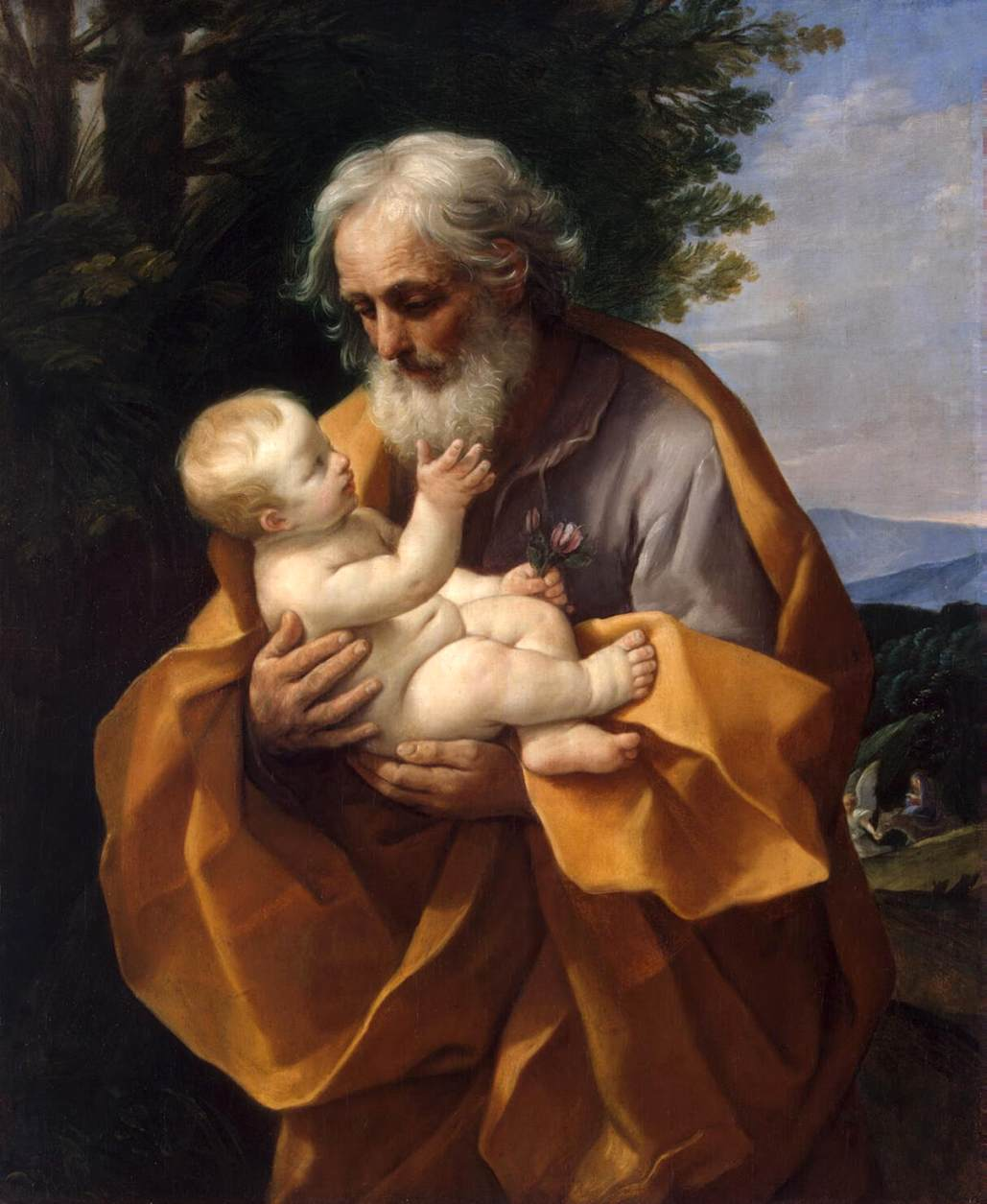
H. Jozef

- 2048 - Begin van de astronomische lente, waarbij de zon door het lentepunt gaat[11]
- Rooms-katholieke kalender:
  - Heilige Jozef, bruidegom van de heilige maagd Maria - Hoogfeest (tevens Vaderdag in sommige regio's)
  - Heilige Landoald(us) en Amantius († c. 668)
  - Heilige Adeltrudis van Wintershoven († 7e eeuw)
  - Zalige Marcel Callo († 1945)
  - Zalige Johannes van Parma († 1289)

## Weerextremen

### Nederland
| | Officiële records | Officiële records | Officiële records |      | Landelijke records | Landelijke records | Landelijke records             |
| Gebeurtenis | Jaar              | Extreem           | Locatie           | Jaar | Extreem            | Locatie            |                                |
| --- | ----------------- | ----------------- | ----------------- | ---- | ------------------ | ------------------ | ------------------------------ |
| Laagste etmaalgemiddelde temperatuur (°C) | 1985              | −0,7              | De Bilt           |      | 1915               | −3,5               | Eelde                          |
| Hoogste etmaalgemiddelde temperatuur (°C) | 1990              | 13,0              | De Bilt           |      | 1990               | 14,5               | Eindhoven                      |
| Laagste minimumtemperatuur (°C) | 1941              | −5,2              | De Bilt           |      | 1924               | −7,1               | Eelde                          |
| Hoogste minimumtemperatuur (°C) | 1990              | 10,9              | De Bilt           |      | 2010               | 12,2               | Westdorpe, Woensdrecht         |
| Laagste maximumtemperatuur (°C) | 1985              | 0,9               | De Bilt           |      | 1915               | −2,1               | Eelde                          |
| Hoogste maximumtemperatuur (°C) | 1916              | 18,3              | De Bilt           |      | 1916               | 20,3               | Maastricht                     |
| Hoogste uurgemiddelde windsnelheid (m/s) | 1913              | 17,5              | De Bilt           |      | 1913               | 23,7               | Vlissingen                     |
| Hoogste windstoot (m/s) | 1975              | 20,6              | De Bilt           |      | 2004               | 30,0               | Vlieland                       |
| Langste zonneschijnduur (uur) | 1993              | 11,1              | De Bilt           |      | 2018               | 11,4               | Nieuw Beerta                   |
| Langste neerslagduur (uur) | 1983              | 10,8              | De Bilt           |      | 2017               | 17,1               | Nieuw Beerta                   |
| Hoogste etmaalsom van de neerslag (mm) | 2004              | 14,7              | De Bilt           |      | 2004               | 15,7               | Soesterberg                    |
| Laagste etmaalgemiddelde relatieve vochtigheid (%) | 2018              | 45                | De Bilt           |      | 2018               | 43                 | Deelen                         |
| Laagste uurwaarde luchtdruk op zeeniveau (hPa) | 1912              | 980,0             | De Bilt           |      | 1913               | 976,0              | De Kooy                        |
| Hoogste uurwaarde luchtdruk op zeeniveau (hPa) | 2022              | 1044,9            | De Bilt           |      | 2022               | 1047,2             | Hoorn Terschelling, Leeuwarden |
| Officiële records worden altijd gemeten op het KNMI-weerstation in De Bilt. Landelijke records kunnen worden gemeten op elk officieel KNMI-weerstation in Nederland. |                   |                   |                   |      |                    |                    |                                |

Uitzonderlijke gebeurtenissen
- 1916 - Eerste landelijke warme dag van het jaar gemeten in Maastricht (maximumtemperatuur ≥ 20 °C op een officieel weerstation)
- 1931 - Eerste officiële zachte dag van het jaar (maximumtemperatuur ≥ 15 °C in De Bilt)
- 1931 - Eerste landelijke zachte dag van het jaar gemeten in De Bilt, Eelde en Maastricht (maximumtemperatuur ≥ 15 °C op een officieel weerstation)
- 1946 - Eerste officiële zachte dag van het jaar (maximumtemperatuur ≥ 15 °C in De Bilt)
- 1946 - Eerste landelijke zachte dag van het jaar gemeten in De Bilt en Maastricht (maximumtemperatuur ≥ 15 °C op een officieel weerstation)

### België
Dagrecords
- 1887 - Laagste etmaalgemiddelde temperatuur −4,6 °C
- 1990 - Hoogste etmaalgemiddelde temperatuur 14,1 °C
- 1887 - Laagste minimumtemperatuur −9,1 °C
- 1916 - Hoogste maximumtemperatuur 18,9 °C
- 1890 - Hoogste etmaalsom van de neerslag 21,5 mm

Uitzonderlijke gebeurtenissen
- 1975 - In Ukkel meten we de grootste totale hoeveelheid ozon (daggemiddelde) sedert het begin van de waarnemingen in augustus 1971: 517 dobson-eenheden, d.w.z. 58% boven de gemiddelde waarde (327).
- 1985 - Maximumtemperatuur in Bevekom −0,6 °C.

<< · 1 · 2 · 3 · 4 · 5 · 6 · 7 · 8 · 9 · 10 · 11 · 12 · 13 · 14 · 15 · 16 · 17 · 18 · 19 · 20 · 21 · 22 · 23 · 24 · 25 · 26 · 27 · 28 · 29 · 30 · 31 · >>